# Frumușica, Chișinău
Frumușica este un sat din componența comunei Băcioi din sectorul Botanica, municipiul Chișinău, Republica Moldova.

## Demografie

### Structura etnică
Structura etnică a localității conform recensământului populației din 2004:
| Grup etnic                    | Populație | % Procentaj |
| ----------------------------- | --------- | ----------- |
| Băștinași declarați Moldoveni | 541       | 97,48%      |
| Ucraineni                     | 5         | 0,90%       |
| Ruși                          | 2         | 0,36%       |
| Găgăuzi                       | 2         | 0,36%       |
| Alții                         | 5         | 0,90%       |
| Total                         | 555       |             |